# Gene Upshaw
Pro Football Hall of Fame 1987
(en) Statistiques sur pro-football-reference
Eugene Thurman Upshaw, Jr., né le 15 août 1945 à Robstown (Texas) et mort le 20 août 2008 en Californie, est un joueur de football américain ayant évolué comme offensive guard. Il fut aussi le directeur de la National Football League Players Association.
Il étudia à la Texas A&M University–Kingsville et fut drafté en National Football League en 1967 à la 86e place (troisième tour) 
par les Raiders d'Oakland. Néanmoins, la même année il fut également drafté en American Football League à la 17e place.
Il restera toute sa carrière dans la franchise, remportant deux Super Bowl (XI et XV).
Il fut sélectionné sept fois au Pro Bowl (1968, 1972, 1973, 1974, 1975, 1976 et 1977) et onze fois en All-Pro (1967, 1968, 1969, 1970, 1971, 1972, 1973, 1974, 1975, 1976 et 1977).
Il a intégré le Pro Football Hall of Fame en 1987 et fait partie des équipes de prestige de la décennie 1970 et du 75e anniversaire de la NFL.
Son petit frère Marvin Upshaw a également joué en NFL.
À son décès, la NFL a décidé pour toute la saison NFL 2008 que les joueurs de toutes les équipes porteront un badge avec les initiales « G.U. » sur leur casque et leur maillot.